# Sauber C34
Der Sauber C34 war der Formel-1-Rennwagen von Sauber Motorsport für die Formel-1-Weltmeisterschaft 2015. Er war der 23. Sauber-Formel-1-Wagen und wurde am  30. Januar 2015 im Internet präsentiert.
Die Bezeichnung des Wagens setzt sich, wie bei allen Fahrzeugen von Sauber, aus dem C für Christiane, der Ehefrau von Peter Sauber, gefolgt von einer fortlaufenden Nummer, zusammen.

## Technik und Entwicklung
Der C34 war das Nachfolgemodell des C33. Obwohl es sich bei dem Fahrzeug um eine Weiterentwicklung des Vorgängermodells handelte, unterschied es sich aufgrund von Regeländerungen für die Formel-1-Saison 2015 optisch deutlich, da die Bestimmungen im Bereich der Fahrzeugnase deutlich verändert wurden. Die Nase ragte hierbei weit über den Frontflügel hinaus, ähnlich wie beim Ferrari SF15-T.
Auch im Bereich der Airbox, des Lufteinlasses über dem Cockpit, gab es deutliche Veränderungen. Die Airbox war nun mit zwei Zusatzschächten versehen, die seitlich angebracht waren. Die Seitenkästen waren schmaler als beim Vorjahreswagen, die Anordnung der Kühler wurde grundlegend überarbeitet. Zusätzlich wurde Wert auf eine hohe Flexibilität des Kühlsystems gelegt, so dass dieses den Temperaturen und der Streckencharakteristik angepasst werden konnte.
Die Betätigung der Dämpfer an der Vorderachse erfolgte mit Druckstreben, hier gab es nur wenige Änderungen im Vergleich zum C33. Die Radaufhängung an der Hinterachse wurde nach wie vor von Zugstreben betätigt, war aber ansonsten eine komplette Neuentwicklung, um die Traktion des Fahrzeugs zu verbessern.
Angetrieben wurde der C34 vom Ferrari 059/4, einem 1,6-Liter-V6-Motor mit einem Turbolader. Auch das Getriebe stammt von Ferrari.

## Lackierung und Sponsoring
Der C34 war überwiegend in Blau lackiert, die Seitenkästen wurden gelb-weiß gehalten und mit Sponsorenaufklebern der Banco do Brasil versehen. Bei den Testfahrten vor der Saison in Barcelona waren zudem ein gelber Zierstreifen an der Nase vorhanden und die Seitenspiegel in gelb lackiert.
Außerdem warben noch der FC Chelsea, OC Oerlikon, Pirelli und Silanna auf dem Fahrzeug.

## Fahrer
Sauber trat in der Saison 2015 mit einer neuen Fahrerpaarung an. Marcus Ericsson fuhr im Vorjahr noch für Caterham, Felipe Nasr war Test- und Ersatzfahrer bei Williams. Test- und Ersatzfahrer war Raffaele Marciello.

## Ergebnisse
| Fahrer                          | Nr.                             | 1 | 2   | 3  | 4  | 5  | 6  | 7  | 8  | 9   | 10 | 11 | 12 | 13 | 14  | 15  | 16  | 17  | 18 | 19 | Punkte | Rang |
| ------------------------------- | ------------------------------- | - | --- | -- | -- | -- | -- | -- | -- | --- | -- | -- | -- | -- | --- | --- | --- | --- | -- | -- | ------ | ---- |
| Formel-1-Weltmeisterschaft 2015 | Formel-1-Weltmeisterschaft 2015 |   |     |    |    |    |    |    |    |     |    |    |    |    |     |     |     |     |    |    | 36     | 8.   |
| M. Ericsson                     | 9                               | 8 | DNF | 10 | 14 | 14 | 13 | 14 | 13 | 11  | 10 | 10 | 9  | 11 | 14  | DNF | DNF | 12  | 16 | 14 | 36     | 8.   |
| F. Nasr                         | 12                              | 5 | 12  | 8  | 12 | 12 | 9  | 16 | 11 | DNS | 11 | 11 | 13 | 10 | 20* | 6   | 9   | DNF | 13 | 15 | 36     | 8.   |
| R. Marciello                    | 36                              |   | PO  |    |    | PO |    |    |    | PO  |    |    |    |    |     |     | PO  |     |    |    | 36     | 8.   |

| Legende  | Legende            | Legende                                                          |
| Farbe    | Abkürzung          | Bedeutung                                                        |
| -------- | ------------------ | ---------------------------------------------------------------- |
| Gold     | –                  | Sieg                                                             |
| Silber   | –                  | 2. Platz                                                         |
| Bronze   | –                  | 3. Platz                                                         |
| Grün     | –                  | Platzierung in den Punkten                                       |
| Blau     | –                  | Klassifiziert außerhalb der Punkteränge                          |
| Violett  | DNF                | Rennen nicht beendet (did not finish)                            |
| Violett  | NC                 | nicht klassifiziert (not classified)                             |
| Rot      | DNQ                | nicht qualifiziert (did not qualify)                             |
| Rot      | DNPQ               | in Vorqualifikation gescheitert (did not pre-qualify)            |
| Schwarz  | DSQ                | disqualifiziert (disqualified)                                   |
| Weiß     | DNS                | nicht am Start (did not start)                                   |
| Weiß     | WD                 | zurückgezogen (withdrawn)                                        |
| Hellblau | PO                 | nur am Training teilgenommen (practiced only)                    |
| Hellblau | TD                 | Freitags-Testfahrer (test driver)                                |
| ohne     | DNP                | nicht am Training teilgenommen (did not practice)                |
| ohne     | INJ                | verletzt oder krank (injured)                                    |
| ohne     | EX                 | ausgeschlossen (excluded)                                        |
| ohne     | DNA                | nicht erschienen (did not arrive)                                |
| ohne     | C                  | Rennen abgesagt (cancelled)                                      |
| ohne     | keine WM-Teilnahme |                                                                  |
| sonstige | P/fett             | Pole-Position                                                    |
| sonstige | 1/2/3/4/5/6/7/8    | Punktplatzierung im Sprint-/Qualifikationsrennen                 |
| sonstige | SR/kursiv          | Schnellste Rennrunde                                             |
| sonstige | *                  | nicht im Ziel, aufgrund der zurückgelegten Distanz aber gewertet |
| sonstige | ()                 | Streichresultate                                                 |
| sonstige | unterstrichen      | Führender in der Gesamtwertung                                   |